# Kudo Mitsuteru
Mitsuteru Kudo (sinh ngày 23 tháng 8 năm 1991) là một cầu thủ bóng đá người Nhật Bản.

## Sự nghiệp câu lạc bộ
Mitsuteru Kudo đã từng chơi cho Consadole Sapporo, SC Sagamihara và Grulla Morioka.